# Kiwialges palametrichus
Kiwialges palametrichus är en spindeldjursart som beskrevs av Jean Gaud och Warren T. Atyeo 1970. Kiwialges palametrichus ingår i släktet Kiwialges och familjen Analgidae. Inga underarter finns listade i Catalogue of Life.